# 佐藤尚之
佐藤 尚之（さとう なおゆき、1961年6月1日 - ）は、日本・東京都出身のコミュニケーション・ディレクター。
1985年株式会社電通入社。コピーライター、CMプランナー、ウェブプランナーを経てシニア・クリエイティブ・ディレクター、コミュニケーション・ディレクター。JIAAグランプリなど受賞多数。
2011年電通から独立し、株式会社ツナグを設立し代表。株式会社4th代表。さとなおオープンラボ主宰。さとなおリレー塾主宰。2019年に株式会社ファンベースカンパニーを創業（取締役会長）。
大阪芸術大学客員教授。
一般社団法人助けあいジャパン代表理事。一般社団法人アニサキスアレルギー協会代表理事。一般社団法人リタイアメント・コーチング協会代表理事。

アートナビゲーター（美術検定一級）。TCS認定コーチ。花火師（公益社団法人日本煙火協会 煙火消費保安手帳保持）。

50代以上のコミュニティ「Good Elders」主宰＆管理人。J-WAVE番組審議委員。
元内閣官房参与。元復興庁政策推進参与。元国際交流基金理事。元東京大学大学院非常勤講師（情報学環）。元学習院大学特任教授。元上智大学非常勤講師。元朝日広告賞審査員。元やってみなはれ佐治敬三賞審査員。元YOSAKOIソーラン祭り審査員。
佐藤尚之名義での著書に『明日の広告』『明日のコミュニケーション』『明日のプランニング』『ファンベース』『ファンベースなひとたち』などがある。
また、ブログやエッセイでは「さとなお」名義を使用し、書籍や評論、連載なども執筆している。
グルメサイト「ジバラン」の企画・運営や、食べ歩き本なども数多く出版。
さとなお名義での著書に『うまひゃひゃさぬきうどん』『沖縄やぎ地獄』『さとなおの自腹で満足』『ジバラン・フレンチレストラン・ガイド』『人生ピロピロ』『沖縄上手な旅ごはん』『極楽おいしい二泊三日』などがある。
2024年4月から恵比寿に隠れ家バーを作り、本業の傍ら週5でカウンターに立ち、ワンオペで運営している。

## 経歴・履歴
東京都大田区生まれ東京育ち。駒場東邦中学校・高等学校卒業。一浪（駿台予備学校）を経て、早稲田大学政治経済学部経済学科卒業。1994年に結婚。翌年に長女が誕生。一児の父。
◆コミュニケーション・ディレクターとして

1985年、株式会社電通入社。15年間関西支社にてコピーライター、CMプランナーを務める。OCC新人賞、広告電通賞など受賞。

2000年に東京転勤後、ウェブ・ディレクターを経てコミュニケーション・デザイナーとしてキャンペーン全体を構築する仕事に従事。

2008年、スラムダンク1億冊感謝キャンペーンで、JIAA（インターネット広告推進協議会）グランプリ、新聞広告大賞、広告電通賞、カンヌ広告祭銅賞など受賞。

2008年、著書「明日の広告」がベストセラーに。

2011年3月、東日本大震災の月に電通退社。株式会社ツナグ設立。

2012年、私塾「さとなおオープンラボ」を開始。2023年までに東京11期関西3期、卒業生約400人。

2012年９月、著書「明日のコミュニケーション」発売。

2015年、著書「明日のプランニング」発売。

2016年、さとなおリレー塾開催。

2018年、著書「ファンベース」発売

2019年、株式会社ファンベースカンパニー創業。取締役会長に就任。

2020年、共著「ファンベースなひとたち」発売。

◆個人サイト運営/食ライターとして

1995年、阪神大震災に被災したことをきっかけに個人サイト「さとなおの極私的おいしいページ」を開設（のちに「www.さとなお.com」に改名）。グルメと書評を中心とした内容で人気サイトとなる。

1996年、サイトに連載していた「うまひゃひゃさぬきうどん」が書籍化（コスモの本。2002年に光文社にて文庫化）。サイトで読めるコラムの書籍化としては日本で２番目に早かった。

1997年、サイトに集まった食べ好きたちと「ジバラン（自腹覆面レストランガイド」を発足。のちに日経BP社から出版。光文社にて文庫化。

1999年、著書「胃袋で感じた沖縄」発売（コスモの本）。2002年角川文庫より「沖縄やぎ地獄」と改題して文庫発売）。

2001年、著書「さとなおの自腹で満足」発売（コスモの本）。朝日新聞夕刊での連載を書籍化したもの。

2003年、著書「沖縄上手な旅ごはん」発売（文藝春秋）。2005年文春文庫より文庫発売。

2010年、著書「極楽おいしい二泊三日」発売（文藝春秋）。2014年文春文庫より文庫発売。

2018年、突然アニサキスアレルギーになり、魚介類全般が食べられなくなり、外食と旅がほとんど無理になる。

◆震災支援/ボランディアとして

1995年1月17日、当時住んでいた西宮市夙川で阪神大震災被災。

2011年3月12日、東日本大震災翌日に、当時の官房長官仙谷由人氏に「民（SNS）と官（内閣府）の連携による情報支援サイト」を自主プレゼンする。1ヶ月後、「助けあいジャパン」発足。代表理事に就任する。「助けあいジャパン」は当時日本最大級の情報支援サイトとなる。

2011年4月11日、世界32ヵ国に支援感謝の新聞全面広告出稿。3月末に当時の菅首相に自主プレゼンして制作。

2024年現在、災害時用トイレ・トレーラーの普及に努める。他に「くらしのある家プロジェクト」「MOJO」などの支援団体も立ち上げる。

2022年、コロナ禍において、ファン主催でクラファンできる仕組み「応援させて」を企画・実行。

◆一般社団法人代表として

2011年、一般社団法人助けあいジャパンを設立。共同代表に就任。

2019年、一般社団法人アニサキスアレルギー協会を設立。代表に就任。

2024年、一般社団法人リタイアメント・コーチング協会を設立。共同代表に就任。

◆コミュニティ運営者として

2015年、さとなおオープンラボの卒業生コミュニティ「4th」主宰。

2023年、50代以上のコミュニティ『Good Elders』を立ち上げ、4〜500人規模のコミュニティをワンオペで主宰。

◆政府へのボランティア協力として

2009年、鳩山由紀夫首相時に「鳩カフェ」プロジェクトを自主提案し、首相Twitterやブログなどをボランティアで運営。「国民と政治の距離を近づけるワーキング・グループ」メンバーとして政治のコミュニケーションに関わる。

◆バー運営者として

2024年4月、東京・恵比寿にて隠れ家バーを始める。

きっかけはアニサキスアレルギーで外食と旅が難しくなり、友人とほとんど会えなくなったこと。「会いに行けないから会いに来て」というコンセプトで、本業などの傍ら、ワンオペ・週5でカウンターに立っている。

## 著書

### 佐藤尚之名義での執筆
- 2008年1月10日：『明日の広告』アスキー新書 ISBN 4756150942
- 2011年9月7日：『明日のコミュニケーション』アスキー新書 ISBN 4048703005
- 2015年5月22日：『明日のプランニング』講談社現代新書 ISBN 4062883023
- 2018年2月6日：『ファンベース』ちくま新書 ISBN 448007127X
- 2020年11月6日：『ファンベースなひとたち』（共著:津田匡保, おぐら なおみ/漫画）日経BP ISBN 4296107690

### さとなお名義での執筆（単行本）
- 1998年10月1日：『うまひゃひゃさぬきうどん』コスモの本
- 1998年11月21日：『ジバラン・フレンチレストラン・ガイド』日経BP社
- 1999年6月1日：『胃袋で感じた沖縄』コスモの本

- 2001年4月1日：『さとなおの自腹で満足: 関西限定』コスモの本
- 2003年6月25日：『沖縄上手な旅ごはん』文藝春秋
- 2010年6月10日：『極楽おいしい二泊三日』文藝春秋

### さとなお名義での執筆（文庫）
- 2001年11月1日：『ジバラン・フレンチレストラン・ガイド』光文社知恵の森文庫
- 2002年5月1日：『うまひゃひゃさぬきうどん』光文社知恵の森文庫
- 2002年9月1日：『沖縄やぎ地獄』角川文庫（『胃袋で感じた沖縄』の文庫化）
- 2005年3月1日：『人生ピロピロ』角川文庫
- 2005年6月10日：『沖縄上手な旅ごはん 美ら島に遊び、うま店で食べる』文春文庫 PLUS

### 寄稿・対談など
- 2008年11月28日：『広告も変わったねぇ。「ぼくと広告批評」と「広告の転形期」についてお話しします。』 （天野祐吉著）インプレスジャパン
- 2012年11月17日：『クリエイティブで世界を変える』 （福島治著）六耀社
- 2013年6月20日：『復興グルメ旅』 （復興グルメ取材班著）日経BP社
- 2014年10月10日：『間メディア社会の〈ジャーナリズム〉』（遠藤薫 著）東京電機大学出版局
- 2021年12月7日：『ささるアイディア。』[1]（参加クリエイター 水野学,岩佐十良,藤本壮介,鳥羽周作,龍崎翔子,川村真司,伊藤直樹,齋藤精一,三浦崇宏,篠原誠,川田十夢,明石ガクト,佐渡島庸平,柳澤大輔）誠文堂新光社
- 2022年8月3日：『ファンに愛され、売れ続ける秘訣』（和田裕美との共著）かんき出版

## 主な出演

### テレビ
- 2016年3月10日：TBS系『Nスタ』[2]
- 2020年4月9日：テレビ東京系『IKKOの奇跡の瞬間大連発！まぼろし～衝撃映像祭り』[3]
- 2023年6月8日：NHK『おはよう日本』

### 新聞
- 1998年9月11日『朝日新聞』「ジバラン」団長コメントが社説に掲載
- 2009年12月9日『読売新聞』物心ついた頃から学生時代にかけて携帯電話やホームページ、インターネットによる検索サービスに触れてきた世代を「デジタル・ネイティブ第1世代」、ブログ、SNS、動画共有サイトのようなソーシャルメディアやクラウドコンピューティングを使いこなし青年期を過ごした世代を「デジタル・ネイティブ第2世代」と分類
- 2010年4月9日『朝日新聞』〈メディア激変７〉横につながる―２　共有し合う「情報強者」
- 2018年2月7日『日刊ゲンダイ』愉快な病人たち
- 2018年11月18日『朝日新聞』食通・さとなおさん、魚で瀕死「一生食べられないのか」[4]
- 2019年1月18日『毎日新聞』コミュニケーション・ディレクター　佐藤尚之さん　ピークは80歳なんだ、笑っちゃうほど先は長い[5]

## 広告キャンペーン
- Panasonic 「What's New」キャンペーン
- Panasonic 企業フィルム（郵政大臣賞）
- 星野仙一阪神優勝感謝個人広告（2004 新聞広告賞グランプリ）
- カンヌ広告祭ショートリスト（2005 NEC it キャンペーン、スラムダンク）
- スラムダンク１億冊感謝キャンペーン（2004 JIAAグランプリ、カンヌ広告祭銅賞）
- 2005年新聞広告賞グランプリ（スラムダンク）

- トヨタMarkXキャンペーン
- JAL「idea JAL」キャンペーン

他に、広告電通賞金賞、ACC賞、ロンドン国際広告賞など

## さとなおラボ
全10回。毎回5〜6時間は話すから、合計50〜60時間話してることになるんだけど、その中で何度も繰り返すのがここ30年の広告コミュニケーションの歴史のことです。
- 2010年：サトナオ・オープンラボ（電通 コミュニケーション・デザインセンター内）発足[7]（3月）
- 2011年：電通モダン・コミュニケーション・ラボ[8][9]（4月）

- 2012年：「さとなおゼミ」を青山ブックセンター主催で開催（さとなおラボ 0期）

上記を経て、「伝えたい相手を笑顔にする」ための私塾「さとなおオープンラボ」を主宰
- 2013年：1期（7月）、2期（10月）
- 2014年：3期（12月）
- 2015年：さとなおリレー塾 1期（1月）、4期・さとなおリレー塾 2期（5月）、5期（10月）
- 2016年：さとなおリレー塾 3期（1月）関西ラボ 1期（3月）、6期（4月）、7期・関西ラボ 2期（10月）
- 2017年：8期（5月）
- 2018年：9期（1月）
- 2019年：10期（1月）
- 2020年：11期・関西 3期（12月）

内容：プランニングの目的と基礎と俯瞰（「企画力を上げるラボ」ではない）全10回
対象者：広い意味で「プランニングの部署に属している方・今後そういう仕事を望んでいる人」
1. オリエンと全体俯瞰。トップダウン広告。アイデアの作り方①
2. トップダウン広告、［課題図書］
3. 演習①、コミュニケーション・デザイン、［課題図書］
4. コミュニケーション・デザイン、［課題図書］
5. 演習②、時代把握・情報環境把握・全体俯瞰
6. ファンベース、［課題図書］
7. 演習③、ファンベース、プランニングの順番（総論）
8. ファンベース、アイデアの作り方②、［課題図書］
9. 演習④、全体俯瞰、まとめ、［課題図書］
10. 最終課題（演習⑤）プレゼン大会

## 「さとなお」の発言
- 人生は、思ってもみない落とし穴に遭遇することがあります。絶望から立ち直れなくて、うつに苦しんでいる人も多いでしょう。そんなとき、騙されたと思ってぜひ身体を動かしてみてください。気分転換のため、というより、「身体を動かす時間」を「自分に向き合う時間」にしてみる。これは僕の経験上、わりと効果があると思います。身体を動かすだけでもポジティブな気持ちが生まれますけど、同時に自分に向き合うことで、自分に対してもポジティブになれたりします。しかも、続けると体力もついてきて、心に明るい光が差してくることもある。うつになる人は真面目な方が多いと思いますが、その真面目さを「身体を動かしながら自分に向き合う」ことに向けてみるといいのかもしれません。「あなたはひとりじゃない」と伝えたい[11]
- 人を囲い込む・刈り取るというのは、マーケティングが一番強くて悪い部分で。感情がある人間を「上から目線でコントロールしてやろう」とするものでそういう言葉を使っている時点でその方の考え方は全部透けて見えちゃうので、一番嫌いです（笑）。すみません。大切・誠実・丁寧というのを、照れずに使っていこうと思って。きれいごとだと言われても、お花畑だと言われてもいいから。でも、結局そこにしか幸せはない気がしていて。「囲い込み・刈り取り」という言葉は、マーケティングの一番強くて悪い部分[12]
- 1万人の中の1人、つまり一番になるのは大変ですよね。会社なら社長になるようなことです。まぁ無理です。でも100人の中の1人にはなれる。それは「学校のクラス2つ分の中の1番」を目指す感じです。そのくらいなら、分野によってはなれるんです。英語とか数学とかでは無理でもサッカーとかゲームの腕とかマンガを読んでる量とかだったらなれたりする。まずその1/100を1つ持とう、と。で、例えばそれを違う分野で3つ持っていると、100×100×100で、「100万分の1の人」になれるわけです。かけ合わせる3つは何でもいいんですよ。「やっていて自分が飽きないこと」が重要かな。「100人に1人」を3つかけ合わせていく[13]
- ２割のファンが売り上げの８割を支えるという『パレートの法則』というのがあります。その２割を大事にする。伝えてもらいたい人は、こちらが発信した情報を取りに来てくれる。ファンを大事にすると、その人たちの満足度が上がります。満足度が上がれば、周りの人に商品の良さを伝えてくれる。結果的に、企業の成長につながります。まずはファンの声に耳を傾け、なぜその商品を支持してくれるのか、しっかり分析することからです。共感してもらい、愛着を持ってもらい、信頼を強くすることが大切です[14]

### 人生のピークを80歳に
- 世に「勝負をかけろ」「成功しろ」「トップを目指せ」と若者に発破をかける人はたくさんいる。確かに、若いうちにピークに立つと、違う景色が見えるだろうし、人生が大きくポジティブ回転していくこともあると思う。それは全然否定しない。でも、敢えて、ボクは、若い人にこうアドバイスしたい。一度でいいから、100歳まで生きると仮定して、自分の人生を「線」として俯瞰し、頭の中で折れ線グラフを書いてみて欲しい。横軸に年齢を置いたとき、自分の年齢は、いま、100歳までのどの辺に位置しているのか。ピークをどの辺にもっていくのが幸せっぽいのか。それを考えるだけで、視野はずいぶん広がる。それがあなたの毎日を少し違ったものにする。人生のピークを80歳にもっていく[15]
- 無駄に焦んないように。同年代の先頭集団をあまり意識せず（いっそ彼らの成功談なんて読まない方がいい。それはスタートダッシュ型の知見だから）、ものごとを長期的に考えて、様々な分野で経験値を貯めたほうがいいとボクは思うな。「様々な分野で経験値を貯める」には、いろんな遊びをするのが一番。遊びってイヤなことはしないじゃん？　自然と自分が好きなこと、向いてることが見つかりやすい。だから、もっといろんなことに手を出して遊ぶといいと思う。周りを見回せばよくわかる。ちょっといいなと思う大人たちは、たいてい若いときにいろんな遊びをたくさんしてるから。そう言う自分はどうなんだ、と訊かれると、そうだなぁ、ボクは、あと25年後くらいの80歳くらいで自分的ピークがくるようなペースでゆっくり走りたいと思ってる。ある若い友人へ[16]

### ファンベース
- ファンベースというのは、100人、1000人のファンから口コミで友人に伝わるようにするアプローチです。簡単に言ってしまえば、「人は友人知人、特にファンからの言葉でしか動かない」という考え方です。そこでは、ファンからオーガニックな言葉を引き出す施策が重要になります。僕の行き着いた答えが、表現もアプローチもファンベースとマスベースで分ければいいということです、[17]

- ファンベース施策で間違いがちなのは、ファンを大切にするあまり神様扱いすることです。*ファンを特別扱いして贔屓すると、ファンは増長してしまいます。たとえば、いつもファンを優待していると「あのときはあんなに安くしてくれたのに、今は正規料金かよ、けしからん！」みたいなことになる。そうではなくて、ファンとはあくまで企業が提供した価値を支持している人たちなので、もともと対等な関係なのです。企業が開発した商品やサービスが、自分の人生を豊かにしてくれると感じて、感謝すらしてくれる人たちがファンです。だから、優遇する相手ではなく、むしろ仲間や身内であると考えて接するべきです。価値観が近いんですから。[18]

- 忘れてはならないのは「ファンは少数である」ということ。ファンと呼べる人たちの総数を増やそうとすると、そのための施策を打つことになる。すると、総花的で特色のないつまらないものになり、いたはずのファンもいなくなるだろう。ファンを増やすのではなく、ファンを探し、そのファンたちのツボを知ることがファンベースでは重要。[19]

- 感情ある人間と向き合うのは、ファンベースの基本です。マーケターってどこかで人を動かせると思ってしまうから、「囲い込む」とか「刈り取る」とか、人をモノとかデータとして扱ってしまいがち。でも、感情ある人間を囲い込むなんてもともとムリですよね。[20]

- 担当者がファンベースをやりたいと思って、課長、部長と承認を得たけれども役員の決裁が下りないといったことがあるかもしれません。役員クラスの方は、マス・マーケティングが非常に有効だった時代の成功体験を持つ人たちなので、なかなか受け入れてくれません。ロジカルに説得することが必須です。パレートの法則や社会の現状、時代の流れなど、ファンの支持を得ないと売上が安定しないというロジックをしっかり固めて臨む必要があると思います。そして、実施するファンミーティングにもぜひキーパーソンに来てもらいましょう。ファンミーティングでファンに実際に会うと、彼らは優秀ですので、ファンを大切にする意味を瞬時に理解してくれます。[21]

### Twitter
- 「企画」が不得意な人は、あることを意識するだけでずいぶん変わるので、参考にしてみてほしい。 企画の「企」は「くわだてる」という意味だけど、漢字の成り立ちは「人がつま先立ちして遠くを見ている様子」だ（企の上の部分が「人」で、下の止は「足跡」）。 もうね、これだけ。 これを意識する。[22]

### ラグビー
- ラグビーには知れば知るほど好きになるいろいろな魅力があるんだけど、でも、この辺の審判との関係性や、強面な男たちがどこまでもフェアに審判に従う感じを、ボクはとっても好きだし、愛しているのである。もしアナタがまだ「ラグビーってなんかピンとこない」「ルールが難しすぎてわからない」というのであれば、ガチムチ（ロシア語版）な男たちがすんごく素直に審判の判断に従う可愛さ、みたいなところに注目して観てみるのも面白いと思う。[23]

## エピソード等
- 以前の趣味は圧倒的に「食べること」だったけど、食物アレルギーになってからそれを失い「アート、読書、音楽、ジム」に変わった。
- カラオケレパートリーは、チャゲ＆飛鳥『ひとり咲き』『流恋情歌』『万里の河』、BEGIN『恋しくて』、堀江淳『メモリーグラス』
- 「ボクが考えるコミュニティは、もっと「居場所」的なもの。コミュニティは、それぞれの参加メンバーで色を変える。つまりコミュニティはコピーできない。再現性に乏しい。そこが面白いところでもあり、難しいところ。「継続的かつ社会的包摂な居場所」なので、ゴールがないのがいいところ。」と考えコミュニティ運営をしている。